# مایکل کروتز
 مایکل کروتز (انگلیسی: Michael Creutz؛ زاده ۲۴ نوامبر ۱۹۴۴) یک فیزیک‌دان اهل ایالات متحده آمریکا است.